# Ribouisse
Ribouisse é uma comuna francesa na região administrativa de Occitânia, no departamento de Aude. Estende-se por uma área de 10,21 km². Em 2010 a comuna tinha 114 habitantes (densidade: 11,2 hab./km²).